# Condado de Washington (Iowa)
O Condado de Washington é um dos 99 condados do estado norte-americano de Iowa. A sede do condado é Washington, que é também a sua maior cidade. O condado tem uma área de 1478 km² (dos quais 5 km² estão cobertos por água), uma população de 20 670 habitantes, e uma densidade populacional de 14 hab/km² (segundo o censo nacional de 2000). O condado foi fundado em 1838 e recebeu o seu nome em honra de George Washington.